# Đại Thắng, Tiên Lãng
Đại Thắng là một xã thuộc huyện Tiên Lãng, thành phố Hải Phòng, Việt Nam.
Xã Đại Thắng có diện tích 7 km², dân số năm 1999 là 5441 người, mật độ dân số đạt 777 người/km².